# Alan Woods
Pour les articles homonymes, voir Woods.
Alan Woods  né le 23 octobre 1944 à Swansea, Pays de Galles, est un théoricien et militant trotskiste britannique.
Il est connu pour être le principal représentant de l’Internationale communiste révolutionnaire (ICR), organisation qu'il a fondée avec Ted Grant et qui encourage ses militants à adhérer aux organisations de masse du salariat (syndicats et partis politiques) afin de promouvoir les idées marxistes en leur sein, ainsi que pour ses relations fraternelles avec le président vénézuélien Hugo Chávez.

## Biographie
Il naît dans une famille ouvrière, son père est ouvrier-ferblantier, très marquée par la tradition communiste.
À l’âge de 16 ans, il adhère aux Jeunesses socialistes. Peu de temps après, il rejoint la Militant Tendency dirigée par Ted Grant, organisation qui mène un travail d'entrisme au sein du Parti travailliste afin d'y diffuser les idées du marxisme. À partir de là, il consacrera toute sa vie à la défense des idées du marxisme.
Il étudie le Russe à l'université du Sussex avant d'aller poursuivre ses études à Sofia, la capitale de la Bulgarie, puis à l'Université d'État de Moscou.
Au début des années 1970, il est envoyé en Espagne pour construire la section espagnole du Comité pour une Internationale ouvrière (CIO), organisation internationale dont la Militant Tendency est la section britannique. Là-bas, il participe à la lutte contre la dictature de Francisco Franco. Il reste le principal dirigeant de l'organisation espagnole jusqu'à son retour au Royaume-Uni.
En 1992, le Comité pour une Internationale ouvrière connait une grave crise. Deux lignes s'affrontent : d'un côté les partisans de Peter Taaffe, qui pensent qu'il faut abandonner le travail dans le Labour Party et les partisans de Ted Grant et Alan Woods qui considèrent que la sortie du parti serait une erreur fatale. Grant et Woods sont mis en minorité puis exclus de la Militant Tendency, selon un procédé qu'ils qualifieront de bureaucratique.
Après leur exclusion, ils rassemblent une partie des membres du CIO,  pour fonder en 1992 le Comité pour une Internationale Marxiste, qui se rebaptisera Tendance marxiste internationale en 2006.
Avec la TMI, il est à l'initiative du lancement de la campagne internationale « Pas touche au Venezuela », campagne de solidarité avec la révolution bolivarienne du président vénézuélien Hugo Chavez, À la suite de la tentative de coup d'État organisée contre ce dernier en 2002. Alan Woods a rencontré plusieurs fois Chavez et a eu l'occasion de débattre avec lui de l'avenir de la révolution vénézuélienne. Selon Woods, il est nécessaire que la révolution démocratique et anti-impérialiste devienne une révolution socialiste, sinon les masses se lasseront de ne pas voir leurs conditions de vie s'améliorer, ce qui risque d'ouvrir la voie à la contre-révolution.
À la suite de la déclaration de Chavez annonçant son ralliement aux idées du marxisme et sa volonté de lancer une Cinquième Internationale anticapitaliste et socialiste fin 2009, le grand journal conservateur brésilien O Estado de São Paulo a accusé Alan Woods d'être responsable de l'évolution politique de Chavez.

## Œuvre
Alan Woods parle de nombreuses langues dont l'allemand, l'anglais, l'espagnol, le français, et le russe.
Rédacteur en chef du site internet In Defence of Marxism, il a écrit de très nombreux articles couvrant un large éventail de sujets : la politique, l’histoire, l’économie, l’art, la science, la philosophie, etc. Il est traduit et diffusé dans une vingtaine de langues.
Alan Woods est l’auteur d’une dizaine de livres, dont plusieurs ont été traduits et publiés en espagnol, en italien et en allemand. La Raison en Révolte (sur la philosophie marxiste et la science moderne), est actuellement en cours de traduction en français. Ses deux plus récents ouvrages sont Irlande : Républicanisme et Révolution et Le Marxisme et les États-Unis.
En France, le journal et le site Internet de Révolution (marxiste.org), section française de la Tendance marxiste internationale, publient régulièrement des traductions de l'œuvre d'Alan Woods.